# Рейнгессен (винодельческий регион)

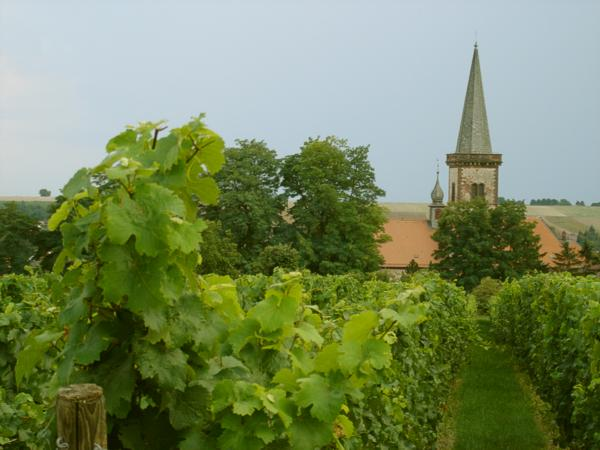
Виноградники Вормса

Рейнгессен (нем. Anbaugebiet Rheinhessen) — крупнейший по площади из 13 винодельческих регионов Германии, соответствующий исторической области Рейнгессен (северо-восток федеральной земли Рейнланд-Пфальц).

## Общие сведения
Виноградники Рейнгессена занимают площадь в 26 444 гектаров, что делает Рейнгессен крупнейшим из 13 винодельческих регионов Германии. Они покрывают 1/5 территории Рейнланд-Пфальца, являющегося в то же время наименее лесистой из земель Германии. В Рейнгессене насчитывается более 6000 винодельческих хозяйств, производящих ежегодно более 2,5 миллионов гектолитров вина из урожая примерно 120 миллионов виноградных лоз. Вино производится как из сортов красного, так и белого винограда, при этом доля белого винограда более значительная (69 % в 2009—2010 годах). Из произведённого винограда наибольшее количество приходится на долю сорта Мюллер-Тургау — 16,3 %, затем следуют рислинг — 14,3 %, дорнфельдер — 13 % и сильванер — 9,3 % (из урожая 2008 года).

## История
Рейнгессен является традиционным винодельческим регионом в Германии, виноградарство здесь известно с 20 г. до н. э. В Нирштайне находится древнейшее в стране, документально подтверждённое винодельческое хозяйство Niersteiner Glöck (известно с 742 года). После создания в Бремене в 1405 году Бременского винного погреба в нём хранились исключительно рейнгессенские вина, разделённые на две категории — «обычные» и «лучшие».
Уже в период перед Первой мировой войной в Рейнгессене производились сорта вина, достигавшие самой высокой оценки на международных винных аукционах (например — Ниренштейнский рислинг (Niersteiner Riesling). Впрочем, во второй половине XX столетия, в погоне за более высокими объёмами производства качество рейнгессенских вин несколько снизилось. Однако ближе к концу столетия вино Рейнгессена вернуло себе утраченные было позиции среди лучших вин Германии — в первую очередь это касается рислингов и сильванеров, а также некоторых сортов красного вина.

## Виноградники Рейнгессена
| - Müller-Thurgau, 4,320 ha (16.3 %) - Riesling, 3,769 ha (14.3 %) - Dornfelder, 3,444 ha (13.0 %) - Silvaner, 2,467 ha (9.3 %) - Blauer Portugieser, 1,661 ha (6.3 %) - Spätburgunder, 1,342 ha (5.1 %) - Kerner, 1,224 ha (4.6 %) - Grauer Burgunder, 1,158 ha (4.4 %) - Scheurebe, 921 ha (3.5 %) - Weißer Burgunder, 831 ha (3.1 %) - Bacchus, 791 ha (3.0 %) | - Regent, 783 ha (3.0 %) - Faberrebe, 497 ha (1.9 %) - Huxelrebe, 421 ha (1.6 %) - Chardonnay, 404 ha (1.5 %) - Ortega, 355 ha (1.3 %) - Saint Laurent, 301 ha (1.1 %) - Morio-Muskat, 217 ha (0.8 %) - Roter Traminer, 145 ha (0.5 %) - Merlot, 144 ha (0.5 %) - Sauvignon Blanc, 108 ha (0.4 %) |